# Armagh City Football Club
El Armagh City Football Club es un club de fútbol de Irlanda del Norte, con sede en Armagh, Condado de Armagh. Fue fundado en el año 1964, y compite en la NIFL Championship, segunda categoría del fútbol norirlandés.

## Historia
El club fue fundado en 1964 con el nombre de Milford Everton en el pueblo de Milford, Armagh. El nombre original estaba en honor al equipo inglés favorito de los fundadores, el Everton FC. Milford era el pueblo donde la patada de penalti se introdujo por primera vez en 1890 cuando el portero local William McCrum sugirió una manera de combatir los desafíos ilegales cerca de la meta. El Milford Everton eventualmente compró y renovó el Instituto McCrum a principios de la década de 1980, mientras luchaban por mejorar las instalaciones para la División 'B'. El club fue rebautizado como Armagh City después de mudarse a Armagh en 1988. Jugaron en el Mill Field en Armagh de 1988 a 1993 cuando se mudaron a su actual terreno, el Holm Park. Ellos alcanzaron el estatus de senior en 1999, pero volvieron al estatus intermedio en 2003 cuando se estableció la NIFL Premiership irlandesa y el número de clubes senior se redujo de 20 a 16. En 2005, sin embargo, el City ganó el ascenso a la NIFL Premiership, pero después de tres temporadas más a nivel senior, el club no logró ganar un lugar en la Premiership IFA de 12 clubes y volvió una vez más al estatus intermedio como miembro del IFA Championship. Los colores del club son rayas azules y negras. El exjugador Marty Rice fue nombrado entrenador del equipo el 10 de julio de 2010, habiendo sido asistente de Ivor McGucken al comienzo de la temporada 2009-10.
Durante la temporada 2011-12 el Armagh City entró en negociaciones con varios organismos, incluyendo la IFA, el Ayuntamiento de Armagh y el Consejo de Distrito y SportNI para asegurar financiación para reemplazar su campo de césped con el aprobado por la FIFA, de tercera generación. El terreno de juego se colocó en el verano de 2013 y se inauguró en septiembre de 2013. El primer partido para el primer equipo fue el 14 de septiembre de 2013, una victoria de 5-1 contra Lurgan Celtic FC en la Copa Bob Radcliffe.
Luke Grimley fue el último jugador en anotar en el viejo Holm Park en una victoria de 1-0 sobre sus rivales del Loughgall FC, que se apuntó el título de la liga reserva del Campeonato dirigido por Mickey O'Neill y capitaneado por Cillian Sheridan, mientras que Shea McGerrigan fue el primer jugador en anotar en el nuevo Holm Park con una victoria de 5-1 sobre Lurgan Celtic FC.
En la temporada 2011-12 el Armagh City F.C. juvenil (U18) hizo historia al ganar su primer trofeo nacional, la Harry Cavan Irish Youth Cup, derrotando al Cliftonville FC por 1-0 en la final con un gol de Barry Quinn, el equipo fue dirigido por John Hynds y Martin Grimley, y capitaneado por Matthew Hynds. En el camino a la final las Águilas derrotaron al Ballymoney United FC 9-0, al Woodvale F.C. por 7-0 y Glenavon F.C. por 3-1. En un año exitoso para el equipo juvenil también levantó el título de Liga invicto y la Copa de la Liga completando un impresionante triplete doméstico.
En la temporada 2013-14 el Armagh City F.C. ganó el doblete al ganar la liga y Bob Radcliffe Cup capitaneado por Liam Cullen, también alcanzó la final de la Copa Intermedia, pero fueron derrotados por Bangor F.C. por 1-2.
El club a lo largo de los años ha llegado a varias finales de la Copa Mid Ulster con un seguimiento razonablemente grande y se ha acercado al ascenso a la Premiership de la NIFL. El club fue relegado a la Premier Intermedia League en la temporada 2016-17 después de una decepcionante derrota de 1-7 ante Newry City FC en el play off de dos partidos. El entrenador Marty Rice renunció entonces.
En el verano de 2017 el exjugador de Cliftonville FC Joe Kerr asumió como entrenador del club para la temporada 2017/18 con Alex Clifford y Mickey O'Neill como sus asistentes. Kerr partió del club en junio de 2021, con su sucesor, Shea Campbell siendo nombrado al día siguiente.
En la temporada 2023-24 el Armagh terminó segundo en el Premier Intermediate con 52 puntos. Esto les dio una oportunidad de ascenso al Campeonato NIFL a través de los play-offs de ascenso. Armagh se enfrentó a Dergview FC. La serie se fue a penales donde el Armagh ganó 6-5 para asegurar un lugar en el segundo nivel del fútbol norirlandés para la temporada siguiente.

## Palmarés

### Torneos nacionales
- Segunda División (1): 2004-05
- Tercera División (1): 2013-14

### Torneos regionales
- Mid-Ulster Cup (1): 2000-01
- Bob Radcliffe Cup (5): 1991-92, 2004-05, 2013-14, 2015-16, 2020-21